# Schipizyno
Schipizyno (russisch Шипицыно) ist eine Siedlung städtischen Typs in Nordwestrussland. Sie gehört zur Oblast Archangelsk und hat 3452 Einwohner (Stand 14. Oktober 2010).

## Geographie
Schipizyno liegt etwa 470 km südöstlich der Oblasthauptstadt Archangelsk. Die Siedlung liegt am linken Ufer der Nördlichen Dwina im Rajon Kotlas, gut sechs Kilometer nordwestlich von dessen Zentrum Kotlas entfernt.

## Geschichte
Das genaue Gründungsdatum Schipizynos ist nicht bekannt. Als sicher gilt, dass die Siedlung bereits im 17. Jahrhundert bestand. Wahrscheinlich war Schipizyno ursprünglich eine von Altorthodoxen gegründete Siedlung, welche aus der Umgebung von Moskau stammten.
Der Name der Siedlung leitet sich vom russischen Wort für Heckenrose (шиповник/Schipownik) ab, welche die Ufer der Dwina zur Gründungszeit der Siedlung bewuchsen. Die Siedler nannten die Pflanze Schipiza (шипица). Aus diesem Namen leitete sich der erste Siedlungsname Schipitschicha (Шипичиха) ab, welcher in den 1870er-Jahren zum heutigen Namen Schipizyno wurde. 
Anfangs beruhte die Wirtschaft Schipizynos vor allem auf der Landwirtschaft und dem Handwerk, insbesondere der Herstellung von Filzstiefeln. Seine günstige Lage an der Dwina und die naheliegenden Wälder machten Schipizyno aber bald zum idealen Gebiet für die Forstwirtschaft. So wurde im Jahr 1907 ein Sägewerk in der Stadt gegründet, welches schnell zu einem der größten Unternehmen der Stadt wurde.
Im Jahr 1950 erhielt es den Status einer Siedlung städtischen Typs.

### Einwohnerentwicklung
Die folgende Übersicht zeigt die Entwicklung der Einwohnerzahlen von Schipizyno.
| Jahr | Einwohner |
| ---- | --------- |
| 1959 | 5653      |
| 1970 | 5267      |
| 1979 | 4820      |
| 1989 | 4795      |
| 2002 | 3930      |
| 2010 | 3452      |

Anmerkung: Volkszählungsdaten

## Wirtschaft und Infrastruktur
Die Wirtschaft der Siedlung stützt sich zu Großteilen immer noch auf die Forstwirtschaft. Außerdem gibt es ein Reparaturwerk. Durch die Siedlung verläuft die Fernstraße P–157. Die nächstgelegenen Bahnhöfe befinden sich in Kotlas und im acht Kilometer entfernten Jadricha. In den Sommermonaten verkehrt auch eine Fähre zwischen Kotlas und Schipizyno. Die Siedlung verfügt über ein Krankenhaus, ein Kulturhaus, eine Mittelschule sowie ein Lyzeum.